# Langues taï-kadaï
Les langues taï-kadaï (ou tai-kadai en orthographe anglophone) ou langues kra-daï, anciennement appelées langues daïques, sont une famille d'une centaine de langues parlées dans la péninsule indochinoise et en Chine du Sud par environ 100 millions de locuteurs.

## Classification
Traditionnellement, surtout dans les milieux universitaires chinois, les langues taï-kadaï étaient considérées comme appartenant à la famille des langues sino-tibétaines. Toutefois, ces similitudes ne concernent pas le vocabulaire de base, mais sont essentiellement liées à des emprunts.
Par contre, les langues taï-kadaï comportent un fond de vocabulaire de base ; des pronoms personnels, des noms des nombres, des noms des parties du corps, provenant des langues austronésiennes.
Certains linguistes cherchent à rapprocher la famille taï-kadaï de celle des langues austronésiennes, en raison de ce fond de vocabulaire de base. Le regroupement de ces deux familles formerait alors la famille des langues austro-taï, ce qui fait consensus chez les linguistes des années 2020.
Laurent Sagart précise les choses et propose de réunir dans un ensemble « austronésien » les langues formosanes, les langues malayo-polynésiennes et les langues taï-kadaï, ces deux dernières familles étant considérées comme issues d'un groupe de langues formosanes de l'est de Taïwan (East coast linkage). À un niveau plus élevé, Sagart lie austronésien et sino-tibétain dans une famille « sino-tibétain-austronésien » (STAN). Les langues taï-kadaï ont une diversité plus grande dans le Sud de la Chine, et des régions adjacentes du Nord du Viêt Nam.
La paléogénétique rejoint ce dernier regroupement et suggère que les langues austronésiennes, les langues taï-kadaï et les langues austro-asiatiques ont toutes émergé de populations provenant de la vallée du Yangzi Jiang et de ses rizières.

## Classification interne des langues taï-kadaï
Les langues taï-kadaï sont classées en trois branches selon Edmondson et Solnit (1988) (les branches proposées sont indiquées à l'aide d'un "?") :
- langues kam-taïes ?
  - langues kam-taïes du nord ?
    - langues kam-sui
      - kam
      - kam du Nord
      - sui
      - maonan
      - mulam
      - mak
      - ai-cham
      - then
      - chadong
      - cao miao

    - langues lakkja-biao ?
      - lakkja
      - biao

  - langues be-taïes ?
    - langues be-jizhao ?
      - be
      - jizhao

    - langues taïes
      - langues taïes du nord
        - langues zhuang du nord
          - guibian
          - liujiang
          - qiubei
          - guibei
          - youjiang
          - hongshuihe central
          - hongshuihe oriental
          - liuqian
          - yongbei
          - lianshan

        - bouyei
        - saek
        - yoy

      - langues taïes du sud ?
        - langues taïes centrales
          - tày
          - nung
          - cao lan
          - tsʻün-lao
          - langues zhuang du sud
            - nong zhuang
            - dai zhuang
            - minz zhuang
            - yang zhuang
            - pyang zhuang
            - myang zhuang

        - langues taïes du sud-ouest
          - langues chiang saen
            - thaï
            - taï dam
            - thaï du nord
            - taï lü
            - phuan
            - thai song
            - tay dón
            - taï daeng
            - taï meuay
            - tay tac
            - thu lao

          - langues lao-phuthaï
            - lao
            - isan
            - phu thaï
            - nyaw

          - langues taï du nord-ouest
            - shan
            - taï ya
            - taï nüa
            - taï long
            - taï hongjin
            - khamti
            - taï laing
            - phake
            - aiton
            - khamyang
            - ahom†
            - turung†

          - thaï du sud
          - sapa
          - pa di
          - taï muong vat
          - tay thanh
          - taï khang
          - yong
          - kuan

- langues hlaïes
  - bouhin
  - jiamao
  - langues grand-hlaïes
    - ha em
    - langues hlaïes centrales
      - langues hlaïes de l'est
        - hlaï
        - langues qi
          - tongzha
          - zanolui
          - baoting

      - langues hlaïes du nord
        - langues hlaïes du nord-ouest
          - cun
          - nadou

        - langues hlaïes du nord-est
          - langues meïfu
            - changjiang
            - moyfaw

          - langues run
            - baïsha
            - yuanmen

- langues kadaïes
  - langues kadaïes du nord
    - lachi
    - langues gelao
      - gelao rouge
      - gelao vert
      - gelao blanc
      - gao
      - a'ou
      - mulao

  - langues kadaïes du sud
    - langues buyang
      - buyang ecun
      - baha
      - buyang langjia
      - yerong

    - laha
    - qabiao
    - en
    - paha